# Стрела (Омская область)
Стрела — станция в Таврическом районе Омской области. Входит в состав Таврического городского поселения. В населенном пункте расположена одноименная железнодорожная станция.

## Физико-географическая характеристика
Часовой пояс
Станция Стрела, как и вся Омская область, находится в часовой зоне МСК+3. Смещение применяемого времени относительно UTC составляет +6:00.

## Население
| 2010 | 2011 | 2012 | 2013 | 2014 | 2015 | 2016 |
| ---- | ---- | ---- | ---- | ---- | ---- | ---- |
| 659  | ↗661 | ↘657 | ↗663 | ↗668 | ↗678 | ↘671 |
| 2017 | 2018 | 2019 | 2020 | 2021 | 2023 |      |
| ↘654 | ↘648 | ↗661 | ↗663 | ↘551 | ↗555 |      |

Национальный состав
Согласно результатам переписи 2002 года, в национальной структуре населения русские составляли 77 % от общей численности населения в 691  жителей